# Cadavre Exquis

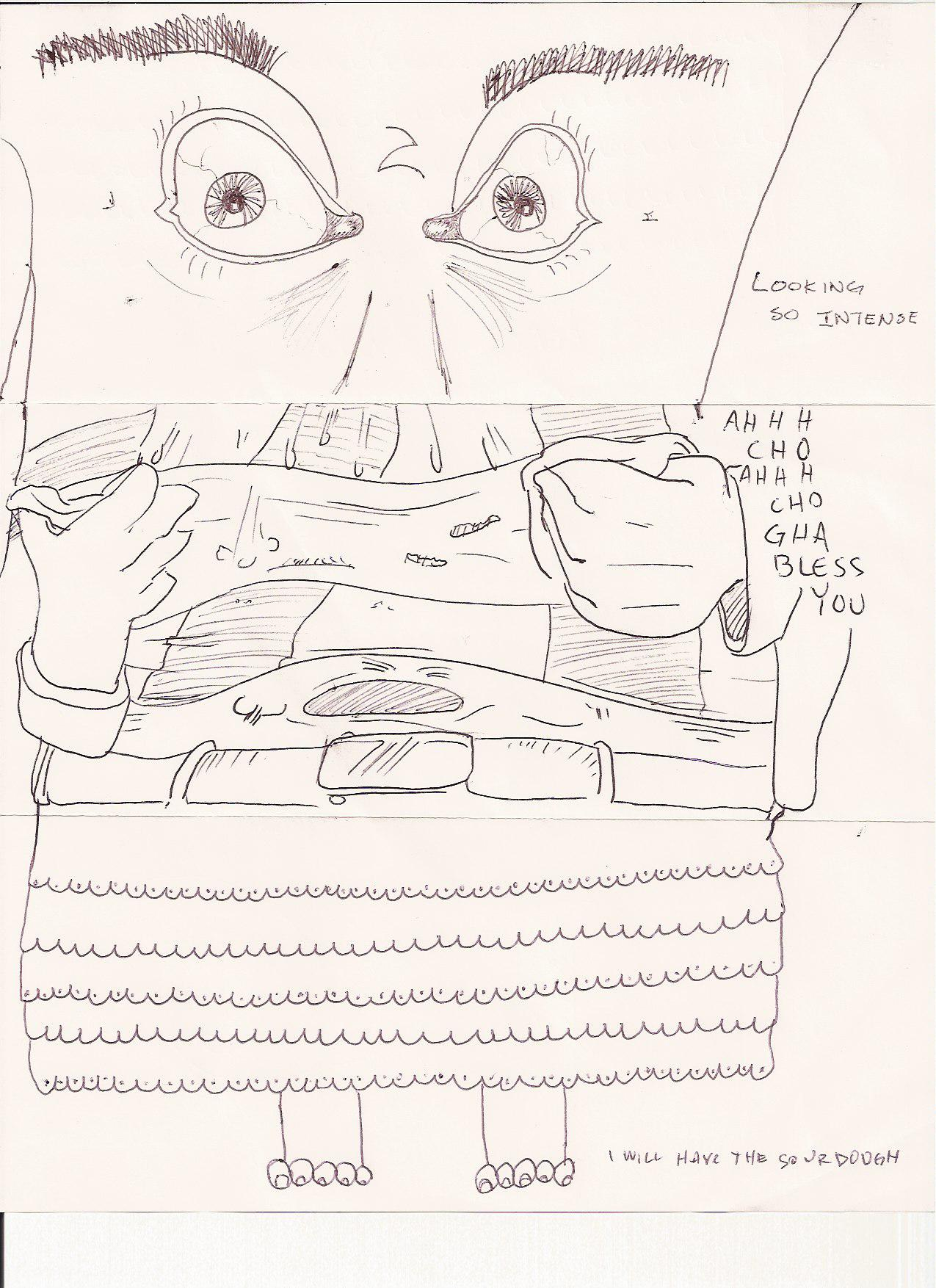
Beispiel einer Zeichnung „Cadavre exquis“

Cadavre Exquis (deutsch: vorzügliche oder köstliche Leiche) bezeichnet eine im Surrealismus entwickelte spielerische Methode, dem Zufall bei der Entstehung von Texten und Bildern Raum zu geben.

## Definition und Geschichte
Definition von André Breton:
CADAVRE EXQUIS – Spiel mit gefaltetem Papier, in dem es darum geht, einen Satz oder eine Zeichnung durch mehrere Personen konstruieren zu lassen, ohne dass ein Mitspieler von der jeweils vorhergehenden Mitarbeit Kenntnis erlangen kann. Das klassisch gewordene Beispiel, das dem Spiel seinen Namen gegeben hat, bildet den ersten Teil eines auf diese Weise gewonnenen Satzes: Le cadavre-exquis-boira-le-vin-nouveau (frz. = „Der köstliche-Leichnam-wird-den-neuen-Wein-trinken“).
Breton betont des Weiteren, dass man mit dem Cadavre exquis über ein unfehlbares Mittel verfüge, das kritische Denken auszuschalten und der metaphorischen Fähigkeit des Geistes freie Bahn zu verschaffen. 
Das Verfahren funktioniert so: Man einigt sich auf ein festes Satzschema, z. B. Subjekt (Artikel, Adjektiv/Attribut und Substantiv) – Prädikat – adverbielle Bestimmung – Objekt (Artikel, Adjektiv und Substantiv). Jede(r) erhält einen Zettel und schreibt nun einen Satzanfang (also z. B. Artikel und Adjektiv), knickt das Papier so um, dass das Geschriebene verborgen ist, und reicht den Zettel weiter. In der folgenden Runde schreibt jede(r) ein Wort aus der nächsten vereinbarten Kategorie (im gegebenen Beispiel: ein Substantiv), knickt den Zettel um und gibt ihn weiter. Der Ablauf wiederholt sich, bis der Satz fertig ist; gegebenenfalls müssen kleine grammatische Anpassungen vorgenommen werden.
Übertragen auf Zeichnungen: Mehrere Personen zeichnen einen Körper; die erste zum Beispiel den Kopf, die zweite Oberkörper und Arme, die dritte den Unterleib, die vierte die Beine, die letzte die Füße. Damit niemand sieht, was der andere tut, wird nach dem Zeichnen jeweils das Papier gefaltet, nur die Ansätze für den nächsten Abschnitt sind sichtbar. Wird das fertige Bild ausgebreitet, so erscheint ein surreales, skurriles Körperbild, eine Art kollektive Collage.
Der Cadavre Exquis wurde im Oktober 1927 in der Surrealistenzeitschrift La Révolution surréaliste vorgestellt. Neben Bretón wirkten viele andere Surrealisten an Cadavres exquis mit, darunter Salvador Dalí, Paul Éluard Joan Miró oder Man Ray.
Zu späteren Beispielen gehört etwa Jake Chapman. Im November 1993 zeigte eine Ausstellung im Drawing Center in New York 600 Cadavres exquis zeitgenössischer Künstler. Das Verfahren findet auch weiterhin in zahlreichen Kunstformen Anwendung.

## Beispiele
- Le Cadavre Exquis – Zeichnung von Yves Tanguy, Man Ray, Max Morise und Joan Miró (um 1926)
- Le Cadavre Exquis – 2 Zeichnungen von Victor Brauner, André Breton, Jacques Herold und Yves Tanguy (1935)
- Cadavre Exquises Vivantes – Serie von Videocollagen aus Found-Footage-Material des Künstlerduos BitteBitteJaJa (Ulu Braun, Roland Rauschmeier)